# 美國運輸研究委員會
美國運輸研究委員會（Transportation Research Board，簡稱TRB）是美國國家科學研究委員會的一個支部，它為總統、國會和聯邦機構對國家重大的科學和技術問題扮演獨立的諮詢顧問。美國國家科學研究委員會是由美国国家科学院、美國國家技術學院、以及美國醫學研究所所共同管理。美國運輸研究委員會的使命 — 美國國家科學研究委員會6個支部之一 — 是透過研究以推動運輸方面的創新和進步。